# Ghulam Hossein
Ghulam Hossein (persisch غلام حسین, DMG Qolām Hossejn; * 1876 in Charābāt, Kabul; † 18. September 1967 in Kabul) war ein afghanischer Musiker, Komponist, Musik- und Gesangsdozent.

## Leben
Die Familie Ghulam Hosseins kam während der Sadozai-Dynastie, in der Zeit von Emir Schir Ali Chan, aus dem Punjab im heutigen Indien nach Kabul und siedelte sich im Stadtviertel Kharābāt an. Dieses Stadtviertel ist dem Viertel Hinduguzar im Shor Bazar (Basarviertel) benachbart, in welchem vorwiegend Hindus und Sikhs lebten und leben. Sein Vater, Ustād Atta Hossein, war einer der Musiker der Patialaschule, die auf Initiative des Monarchen nach Kabul kamen, um dort die klassische Musik wiederzubeleben. (Modernisierung des Staates, wie Förderung der Kultur waren Ziele von Schir Ali Chan.)
Ghulam Hossein lernte Sarangi bei seinem Onkel Ustad Ghulam Gailani. Später erhielt er in Peschawar Musikunterricht – unter anderem in Raga – bei Ustad Emamuddin Peshawri. Nach diesem Studium kehrte er in die Heimat zurück und begründete in Kharābāt eine eigene Musikschule; diese und die Musikschule von Ustad Qasem Jo wurden zu den bedeutendsten Musikschulen der klassischen und modernen Musik in Kabul.
Die vorsichtigen Reformen unter Habibullah Khan (1901–1919) und Amanullah Khan (1919–1929) – besonders von dessen Schwiegervater Mahmud Tarzi befördert – gaben dem Bildungswesen eine (auch finanziell) hohe Priorität, unter anderem wurden musische Fächer normaler Teil der Ausbildung. Der aufkommende Rundfunk, verkörpert in Radio Kabul, dem Vorgänger von Radio Afghanistan, öffnete einen neuen Weg zur Verbreitung der Musik.
Benötigt wurde ein Konzept für den Musikunterricht an den Schulen. Ghulam Hossein arbeitete ein solches aus. Wie andere bedeutende Musiker auch unterrichteten er und seine Schüler – Ustad Natu etwa, und Ustad Pir Baksh – in den 20er Jahren auch selbst an neu gegründeten Schulen in Kabul wie dem Istaqlal Lycèe, dem Habiba-Lycèe und in der Darumalemin, einer Art Fachhochschule für das Lehramt Musik.
Konservative Kräfte bekämpften – vor allem mit religiösen Vorwänden – die Reformen insgesamt, speziell auch den Musikunterricht. Unter diesen Gegnern tat sich Mullah Abdullah hervor, bekannt als „Mullah e Lang“ (Mullah der Lahme). Nach dem Sturz Amanullahs 1929 vermochten sie auch die Entwicklung der Musik in Afghanistan stark zu behindern.
Einen starken Schub erhielten Musik und Literatur (mit der persischen wie der des Paschtu ist die afghanische Musik eng verbunden) dann aber durch die Gründung des landesweiten Rundfunks Radio Afghanistan im Jahre 1939. Ghulam Hosseins Musikgruppe wurde in das Orchester von Radio Afghanistan integriert. Die interne Musikschule von Radio Afghanistan bildete in einem vierjährigen Studiengang eine Reihe von Musikern und Sängern aus. Zu den Lehrern gehörten auch die beiden Großen der afghanischen Musik, Ustad Qasem Jo und Ustad Ghulam Hossein, ebenso wie ihre Schüler.
Zur Musikgruppe von Ustad Ghulam Hossein gehörten:
- Ustad Farch Afandi:
- Ustad Nabi Gul (Sänger)
- Ustad Mahammad (Tablaspieler)
- Ustad Merajuddin (Sitarspieler)
- Ustad Mohammad Omar (Rubabspieler)
- Ustad Nazar (Dilrubaspieler)

In den 50er Jahren wurden die Rückschläge überwunden, erlebte die Musik einen neuen Aufschwung. Musik und Lieder zogen in die Kindergärten ein. Musik war wieder Teil der Ausbildung wie der Gesellschaft.
Ustad Ghulam Hossein starb 1967. Wenn auch bereits altersschwach, hatte er in der sehr offenen und musikfreundlichen Gesellschaft der 50er und 60er Jahre in Afghanistan den Erfolg seines Lebenswerks noch erleben können. Als Musiker hatte er orientalische und indo-iranische Musikinstrumente ebenso genutzt wie das Klavier, hatte zur Beschäftigung auch mit westlicher Musik animiert. Als Komponist war er so berühmt wie Qasem Jo. Er hatte Gedichte und Volkslieder vertont, viele bereits Generationen alt. Sein Sohn Ustad Mohammed Hossein Sarahang führte sein Werk weiter, ebenso wie seine Schüler, etwa Abdul Wahab Madadi, Komponist, Sänger und Verfasser von Hörspielen und von einer der vielen Nationalhymnen Afghanistans.
Die alte Tradition Kabuls als einer toleranten Stadt hatte Ghulam Hossein bewahrt, erweitert und weitergegeben, kurz: aufgehoben.
In seinem Geiste veranstalteten Kharābāt-Musiker Konzerte gemeinsam mit westlichen Musikgruppen. Das Video eines solchen gemeinsamen Konzerts, welches einer seiner Schüler, der genannte Rubabspieler Mohammad Omar, 1978 mit der Münchener Band Embryo gab, wurde von Mitarbeitern des afghanischen Rundfunks RTA 1996 vor der Zerstörung durch die Taliban gerettet.